# Herzogtum Cornwall

Wappen des Herzogtums Cornwall

Flagge des Herzogtums Cornwall

Das Herzogtum Cornwall (englisch Duchy of Cornwall) ist eines von zwei königlichen Herzogtümern in England, neben dem Herzogtum Lancaster. Der älteste Sohn des herrschenden britischen Monarchen erbt das Herzogtum und den Titel eines Herzogs von Cornwall, entweder zum Zeitpunkt seiner Geburt oder bei der Thronbesteigung seiner Eltern. Bei fehlendem männlichen Nachwuchs gehören die Ländereien des Herzogtums direkt der Krone und es gibt keinen Herzog. Amtierender Herzog ist William, Prince of Wales.

## Geschichte
Das Herzogtum wurde im Jahr 1337 durch eine königliche Gründungsurkunde (Royal Charter) Eduards III. für seinen ältesten Sohn, den „Schwarzen Prinzen“ Edward of Woodstock, geschaffen. Die Gründungsurkunde legte fest, dass künftig der männliche Thronerbe Englands den Titel eines Herzogs von Cornwall tragen würde. Das Herzogtum umfasste von Beginn an nur Teile Cornwalls und einige Teile auch außerhalb Cornwalls. Im Jahr 1421 wurde es durch den Erwerb von 19 Landgütern (hauptsächlich aus dem Besitz von Sir Matthew Gourney in Somerset) vergrößert. Zur Herrschaftszeit Heinrichs VIII. kamen weitere Güter aus dem Besitz des abgesetzten Marquis of Exeter Henry Courtenay hinzu, außerdem Land aus dem Besitz ehemaliger aufgelöster Klöster. Zur Zeit des Commonwealth of England 1649 bis 1660 unter dem Lordprotektor Oliver Cromwell wurden Teile der Besitztümer veräußert, was nach der Wiederaufrichtung der Monarchie rückgängig gemacht wurde. Ab den 1860er Jahren vergrößerte sich der Landbesitz durch den Erwerb großer Güter in Gillingham (Dorset) 1862 und Stoke Climsland (Cornwall) 1880 weiter. Im 20. Jahrhundert wurden u. a. Maiden Castle in Dorset (1913), Newton Park in Somerset (1941) und zwei Güter in Cornwall, Duloe und Arrallas (1951 bzw. 1952), erworben. Ein Jahrzehnt später, im Jahr 1959, wurde Gut Daglingworth in Gloucestershire gekauft, und 1991 folgten Highgrove und Cradley in Herefordshire. Im Jahr 2000 wurden die Landgüter des Finanzunternehmens Prudential plc (hauptsächlich in Herefordshire) hinzugekauft.

## Besitz und Finanzen

Der Landbesitz des Herzogtums Cornwall in Südengland und Wales

Zum Herzogtum gehören Ländereien mit einer Gesamtgröße von 540,90 km². Fast die Hälfte des Besitzes liegt in der Grafschaft Devon, der Rest verteilt sich auf 23 weitere Grafschaften, vor allem auf Cornwall, Herefordshire und Somerset. Insgesamt gibt es über 3500 einzelne Pachtobjekte. Dazu gehören land- und forstwirtschaftliche Betriebe, Bürogebäude, Werkstätten, die Modellstadt Poundbury, das Highgrove House und das Cricketstadion The Oval. Außerdem umfasst das Herzogtum die Scilly-Inseln ausgenommen deren Hauptstadt, dient jedoch als Hafenbehörde von St Mary’s.
Im Fiskaljahr 2019/20 betrug der Wert des Herzogtums 1,07 Milliarden Pfund, der erwirtschaftete Gewinn 22,2 Millionen Pfund. Als königliches Gut ist das Herzogtum Cornwall nicht steuerpflichtig, allerdings führte seit 1993 der damalige Duke of Cornwall und Prince of Wales, heute König Charles, freiwillig Einkommensteuern und Kapitalertragsteuern ab. Mit den Einkünften bestreitet der jeweilige Prinz seinen Lebensunterhalt und unterstützt wohltätige Organisationen.

## Verwaltung
Der Verwaltungshauptsitz des Herzogtums Cornwall befindet sich seit 1857 in London am 10 Buckingham Gate, gegenüber dem Buckingham Palace gelegen. Vorher befanden sich die Büros im Somerset House. Die land- und forstwirtschaftlichen Betriebe werden von St. Mary’s, Liskeard (Cornwall) und Newton Saint Loe (bei Bath) aus verwaltet. Es werden mehr als 100 Festangestellte beschäftigt.
Verwaltet wird das Herzogtum vom Prince’s Council, der üblicherweise zweimal jährlich Sitzungen abhält und mit dem Board of Directors eines Privatunternehmens verglichen werden kann. Der Duke of Cornwall führt dabei den Vorsitz. Seit 2020 ließ sich der damalige Duke of Cornwall und Prince of Wales, heute König Charles, dabei zunehmend von seinem ältesten Sohn William vertreten, der mit dem Tod seiner Großmutter Elisabeth II. am 8. September 2022 selbst Duke of Cornwall wurde. Hinzu kommen der Receiver General (Schatzmeister), der Attorney General (Rechtsberater), der Lord Warden of the Stannaries (Wächter der Zinnminen) und der Secretary and Keeper of the Records (Sekretär und Schriftführer).
Einziges Mitglied des Prince’s Council mit exekutiven Funktionen ist der Secretary and Keeper of the Records, der dem Exekutivrat vorsteht. Im Mittelalter entsprach dieses Amt jenem eines Schreibers, heute ist er mit jenem eines CEO vergleichbar. Der ranghöchste Berater in Angelegenheiten, die das Herzogtum Cornwall betreffen, ist traditionellerweise der Lord Warden of the Stannaries. Dieses heute rein zeremonielle Amt umfasste früher auch gerichtliche und militärische Funktionen.